# کیتلین دابلدی
کیتلین دابلدی (انگلیسی: Kaitlin Doubleday؛ زادهٔ ۱۹ ژوئیهٔ ۱۹۸۴) هنرپیشه اهل ایالات متحده آمریکا است. وی از سال ۲۰۰۲ میلادی تاکنون مشغول فعالیت بوده‌است.
از فیلم‌ها یا برنامه‌های تلویزیونی که وی در آن نقش داشته‌است می‌توان به انتظار…، امپراتوری، مجموعه تلویزیونی و پذیرفته اشاره کرد.